# ريب كولينز (سياسي)
ريب كولينز هو لاعب كرة قاعدة وسياسي أمريكي، ولد في 26 فبراير 1896 في ويذرفورد في الولايات المتحدة، وتوفي في 27 مايو 1968 في بريان في الولايات المتحدة. انتخب رئيس الشرطة.

## وصلات خارجية
- ريب كولينز (سياسي) على موقعبيزبول رفرنس.كوم (الدوري الرئيسي) (الإنجليزية)
- ريب كولينز (سياسي) على موقعبيزبول رفرنس.كوم (الدوري الثانوي) (الإنجليزية)